# Бивер Крик (Монтана)
Бивер Крик (енгл. Beaver Creek) насељено је место без административног статуса у америчкој савезној држави Монтана.

## Демографија
По попису из 2010. године број становника је 271, што је 20 (-6,9%) становника мање него 2000. године.
| Група             | 2000.       | 2010.       |
| Белци             | 285 (97,9%) | 253 (93,4%) |
| Афроамериканци    | 0 (0,0%)    | 0 (0,0%)    |
| Азијати           | 0 (0,0%)    | 0 (0,0%)    |
| Хиспаноамериканци | 1 (0,3%)    | 11 (4,1%)   |
| Укупно            | 291         | 271         |